# Климашовка
Климашовка (укр. Климашівка) — село в Хмельницком районе Хмельницкой области Украины.
Население по переписи 2001 года составляло 419 человек. Почтовый индекс — 31318. Телефонный код — 382. Занимает площадь 8,46 км². Код КОАТУУ — 6825085702.

## Местный совет
31318, Хмельницкая обл., Хмельницкий р-н, с. Пашковцы, ул. Центральная, 7